# Pencak silat tại Đại hội Thể thao Đông Nam Á 2015
Pencak silat tại Đại hội Thể thao Đông Nam Á năm 2015 diễn ra từ ngày 10 đến ngày 14 tháng 6 năm 2015 tại Expo Hall 2, Singapore Expo, Singapore.
Các nội dungSeni gồm đơn nam, đôi nam, đồng đội nữ, trong khi Tanding được chia theo các lớp cân từ Class A đến Class H cho nam và từ Class B đến Class D cho nữ, mỗi nội dung thi đấu được thi đấu theo thể thức đấu loại trực tiếp với tranh huy chương qua các trận bán kết và chung kết.

## Quốc gia tham dự
Tổng cộng có 107 vận động viên đến từ 9 quốc gia tham gia tranh tài môn pencak silat tại Đại hội Thể thao Đông Nam Á năm 2015:
- Brunei (7)
- Indonesia (16)
- Lào (9)
- Malaysia (16)
- Philippines (5)
- Singapore (14)
- Thái Lan (16)
- Đông Timor (8)
- Việt Nam (16)

## Tóm tắt kết quả

### Seni (biểu diễn)
| Nội dung    | Vàng                                                                                   | Bạc                                                                                     | Đồng                                                                  |
| ----------- | -------------------------------------------------------------------------------------- | --------------------------------------------------------------------------------------- | --------------------------------------------------------------------- |
| Đơn nam     | Hoàng Quang Trung · Việt Nam                                                           | Sugianto · Indonesia                                                                    | Muhammad Iqbal Abdul Rahman · Singapore                               |
| Đôi nam     | Indonesia · Hendy · Yolla Primadona Jampil                                             | Việt Nam · Đặng Quốc Bảo · Nguyễn Danh Phương                                           | Singapore · Muhammad Shakir Juanda · Sheik Ferdous Sheik Alau'ddin    |
| Đồng đội nữ | Indonesia · Ni Kadek Ratna Dewi · Ida Ayu Putu Chandra Martiadi · Luh Putu Eka Pratiwi | Singapore · Nurul Khairunnisa Azlani · Nur Fazlin Juma'en · Nur Shafiqa Sheik Alau'ddin | Việt Nam · Dương Thị Ánh Nguyệt · Nguyễn Thị Thu Hà · Nguyễn Thị Thúy |

### Tanding (đối kháng)

#### Nam
| Hạng cân      | Vàng                                    | Bạc                                | Đồng                                      |
| ------------- | --------------------------------------- | ---------------------------------- | ----------------------------------------- |
| Hạng A 50 kg  | Diệp Ngọc Vũ Minh · Việt Nam            | Awaluddin Nur · Indonesia          | Alshamier Ibnohisham · Philippines        |
| Hạng A 50 kg  | Diệp Ngọc Vũ Minh · Việt Nam            | Awaluddin Nur · Indonesia          | Arieffudin Ridzuan · Malaysia             |
| Hạng B 55 kg  | Muhammad Faizul M Nasir · Malaysia      | Nanthachai Khansakhon · Thái Lan   | Aprin Ardianto · Indonesia                |
| Hạng B 55 kg  | Muhammad Faizul M Nasir · Malaysia      | Nanthachai Khansakhon · Thái Lan   | Võ Duy Phương · Việt Nam                  |
| Hạng C 60 kg  | Adilan Chemaeng · Thái Lan              | Nguyễn Nguyên Thái Linh · Việt Nam | Toto Thammavong · Lào                     |
| Hạng C 60 kg  | Adilan Chemaeng · Thái Lan              | Nguyễn Nguyên Thái Linh · Việt Nam | Ahmad Shahrozli Zailudin · Malaysia       |
| Hạng D 65 kg  | Pornteb Poolkaew · Thái Lan             | Muhammad Fahmi Romli · Malaysia    | Noukhith Latsaphao · Lào                  |
| Hạng D 65 kg  | Pornteb Poolkaew · Thái Lan             | Muhammad Fahmi Romli · Malaysia    | Sapto Purnomo · Indonesia                 |
| Hạng E 70 kg  | Mohd Al Jufferi Jamari · Malaysia       | Vũ Văn Hoàng · Việt Nam            | Mohamad Kifli Hamzah · Brunei             |
| Hạng E 70 kg  | Mohd Al Jufferi Jamari · Malaysia       | Vũ Văn Hoàng · Việt Nam            | Sheik Ferdous Sheik Alau'ddin · Singapore |
| Hạng F 75 kg  | Muhammad Nur Alfian Juma'en · Singapore | Trần Đình Nam · Việt Nam           | Mohd Fauzi Khalid · Malaysia              |
| Hạng F 75 kg  | Muhammad Nur Alfian Juma'en · Singapore | Trần Đình Nam · Việt Nam           | Ryan Sazali · Indonesia                   |
| Class H 85 kg | Tri Juanda Samsul Bahar · Indonesia     | Muhammad Robial Sobri · Malaysia   | Juanilio Ballesta II · Philippines        |
| Class H 85 kg | Tri Juanda Samsul Bahar · Indonesia     | Muhammad Robial Sobri · Malaysia   | Sheik Farhan Sheik Alau'ddin · Singapore  |

#### Nữ
| Nội dung     | Vàng                                 | Bạc                       | Đồng                                    |
| ------------ | ------------------------------------ | ------------------------- | --------------------------------------- |
| Hạng B 55 kg | Suda Lueangaphichat · Thái Lan       | Olathay Sounthavong · Lào | Nur Shafiqa Sheik Alau'ddin · Singapore |
| Hạng B 55 kg | Suda Lueangaphichat · Thái Lan       | Olathay Sounthavong · Lào | Nirmalasari Octaviani · Indonesia       |
| Hạng C 60 kg | Hoàng Thị Loan · Việt Nam            | Wewey Wita · Indonesia    | Nong Oy Vongphakdy · Lào                |
| Hạng C 60 kg | Hoàng Thị Loan · Việt Nam            | Wewey Wita · Indonesia    | Clyde Joy Baria · Philippines           |
| Hạng D 65 kg | Siti Rahmah Mohamed Nasir · Malaysia | Nguyễn Thị Yến · Việt Nam | Selly Andriani · Indonesia              |
| Hạng D 65 kg | Siti Rahmah Mohamed Nasir · Malaysia | Nguyễn Thị Yến · Việt Nam | Nurul Suhaila · Singapore               |

## Bảng huy chương
| Hạng               | Đoàn               | Vàng | Bạc | Đồng | Tổng số |
| ------------------ | ------------------ | ---- | --- | ---- | ------- |
| 1                  | Việt Nam (VIE)     | 3    | 5   | 2    | 10      |
| 2                  | Indonesia (INA)    | 3    | 3   | 5    | 11      |
| 3                  | Malaysia (MAS)     | 3    | 2   | 3    | 8       |
| 4                  | Thái Lan (THA)     | 3    | 1   | 0    | 4       |
| 5                  | Singapore (SIN)    | 1    | 1   | 6    | 8       |
| 6                  | Lào (LAO)          | 0    | 1   | 3    | 4       |
| 7                  | Philippines (PHI)  | 0    | 0   | 3    | 3       |
| 8                  | Brunei (BRU)       | 0    | 0   | 1    | 1       |
| Tổng số (8 đơn vị) | Tổng số (8 đơn vị) | 13   | 13  | 23   | 49      |